# Muzeul „Prima școală româneascăˮ din Brașov
Muzeul „Prima școală româneascăˮ din Brașov se află în interiorul curții Bisericii Sfântul Nicolae din cartierul istoric Șcheii Brașovului. Clădirea fostei școli, astăzi muzeu, este declarată monument istoric (cod LMI BV-II-m-A-11589.02).
În acest loc s-au tipărit primele cărți în limba română de către diaconul Coresi, s-a scris prima carte de gramatică românească de către Dimitrie Eustatievici în anul 1757, iar dascălul Costea a tradus primele cărți populare.

## Istorie
Încă din secolul al XV-lea, cel târziu la 1480, cum susține Nicolae Iorga, pe lângă biserica „Sf. Nicolae” a început să funcționeze și o școală, existența ei fiind atestată în 1497. În jurul anului 1530 aici se preda în limba română, astfel încât la stabilirea diaconului Coresi la Brașov, el a putut fi ajutat și de ucenicii de la școala din Șchei.
Odată cu terminarea zidirii bisericii de piatră cu sprijinul domnitorului Moldovei Aron Vodă în 1595-1597, la stăruințele protopopului Mihai, s-a ridicat în locul vechii școli din lemn una nouă de piatră.
Din darea de seamă pe care protopopul Mihai a făcut-o pentru autoritățile locale imediat după terminarea lucrărilor, a reieșit că aceasta costase 375 florini, iar în Brașov existau pe atunci doar 14 case a căror valoare depășea 300 florini.
În anul 1760 clădirea școlii a fost înălțată cu încă un etaj, în stil baroc, fiind descris în cronicile oficiale ca „edificium magnum et digestum, sive duarum contignationum” (edificiu mare și bine împărțit, cu două nivele), acesta rămânând neschimbat până astăzi.

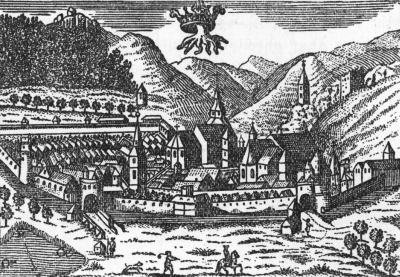
Brașovul în anul 1750

Între 1559 și 1581 diaconul Coresi a tipărit aici 17 cărți în limbile româna și slavonă, pe hârtie fabricată într-o manufactură brașoveană.
În anul 1570, diacul Oprea, dascălul școlii, a tradus „Ohtoihul” în limba română. Epilogul Ohtoihului descrie nu numai circumstanțele traducerii Ohtoihului, ci și viața școlară existentă la 1570 în Șcheii Brașovului. Școala avea pe atunci două cursuri principale: unul primar, cu termen redus și un curs superior pentru viitorii clerici sau dascăli, dar și un curs pedagogic. Ca limbi „moderne”, alături de cea maternă, se foloseau latina, greaca și slavona. Autoritățile locale din Brașov își recrutau oamenii de cancelarie din rândul slujitorilor școlii și ai bisericii „Sfântul Nicolae" din Șchei, aceștia fiind folosiți atât ca „scriitori la Cetate”, cât și ca delegați pentru relațiile economice și chiar politice cu Țara Românească și Moldova.
În perioada începuturilor școlii, în afara clericilor, a existat o a doua categorie de educatori consemnați de asemenea în documentele germane de la Brașov și anume „gramaticii” (sau „grămăticii”), până în secolul al XVI-lea. Pe lângă activitatea școlară, aceștia îndeplineau munca de copiști în cancelarii sau însoțeau delegații oficiali, aflați în misiuni diplomatice sau economice. A existat însă și o a treia categorie de slujitori ai școlii pentru acea perioadă de început și anume dascălii, care, chiar dacă purtau atributul de „dascăl”, îndeplineau și sarcini similare gramaticilor.

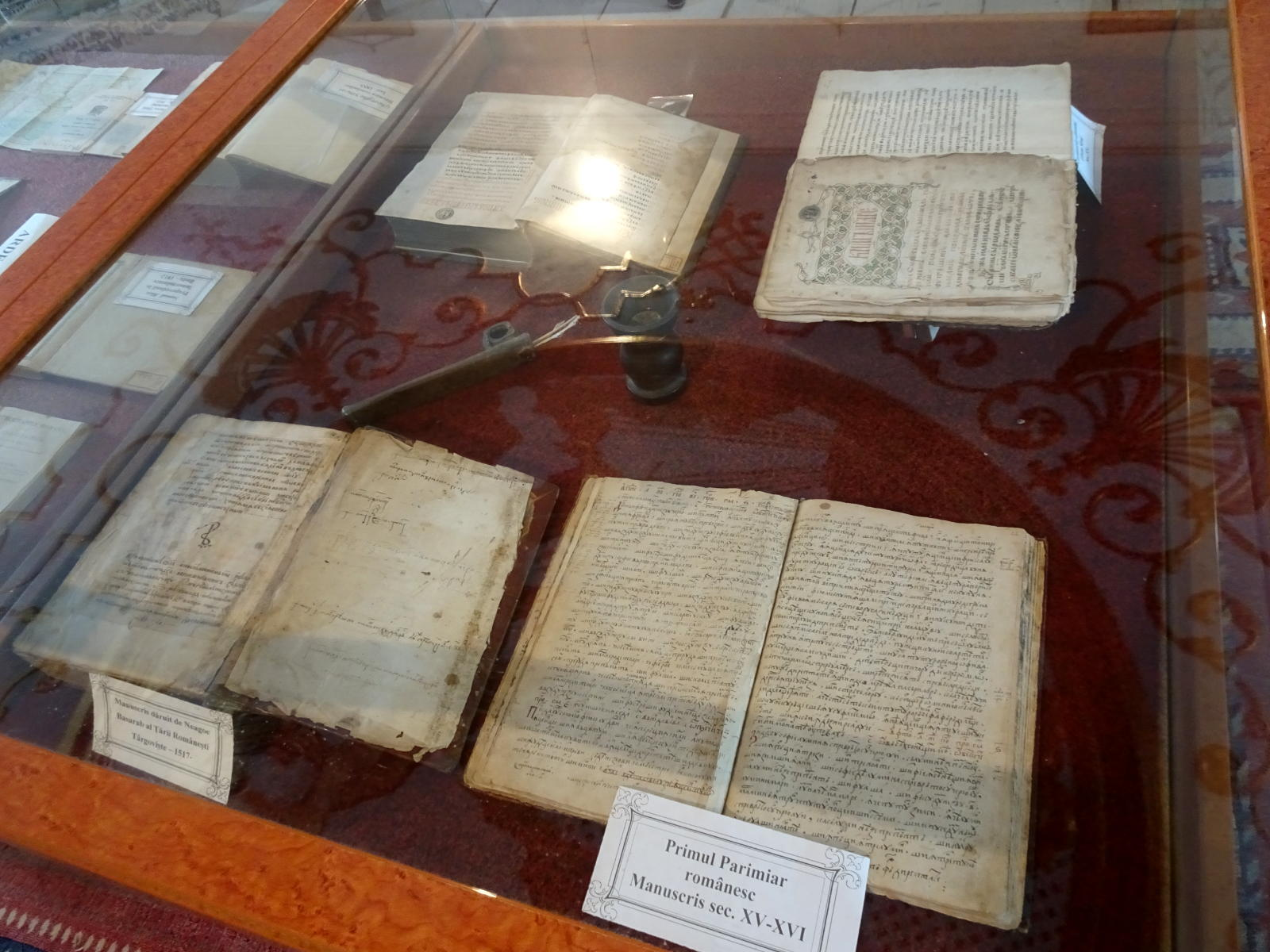
Cărți vechi din muzeu

În acea perioadă cărțile de școală erau reprezentate în cea mai mare parte de cărți bisericești, folosite de asemeni și pentru învățarea scrisului și a cititului, pentru învățarea limbii slavone și române, a scrierii chirilice, cât și pentru inițierea în cunoașterea și practicarea ritualurilor, a textelor cu conținut filozofic creștin și a pravilelor bisericești.
Autoritățile locale au acceptat în anul 1578 să se folosească catehismului lui Coresi ca prim manual românesc la școala din Șchei. În afara cărților tipărite de Coresi, au mai contribuit la dotarea școlii cu manuale protopopul Iane, traducătorul „Cazaniei a II-a” și autorul primei scrisori românești la Brașov, dascălul Barbu Horban, care a scris primul manual de filozofie, protopopul Vasile, cu prima cronică având subiect românesc, dascălul Petcu Soanul, care a editat în Șchei primul almanah (calendar) din țară. În anul 1724 protopopul Florea Baran a scris primul act cu alfabet latin, iar în 1743 protopopul cronicar Radu Tempea II a scris „Cronica Șcheilor (1391 - 1743)”. Unele cărți de atunci erau făcute din piele de miel nenăscut, pentru că era foarte fină și neporoasă. Astfel de rarități există și acum expuse la muzeu.
Până în secolul al XVII-lea școala din Șchei nu și-a modificat conținutul educațional, dar în secolul următor ea a parcurs drumul către un învățământ complex, încadrat în sistemul „școlilor naționale neunite”, conduse de brașovenii Dimitrie Eustatievici (1786-1796), autorul primei gramatici românești din 1757, și Radu Tempea V, autor al unei gramatici românești de structură latină în 1797.
Acest avânt educațional își avea originea și în curentul iluminist al Ardealului, care era favorizat în mod oficial, Curtea de la Viena elaborând la 24 mai 1774 „Reguli directive pentru îmbunătățirea învățământului din școlile elementare sârbești și românești neunite”. Conform acestor directive, toți copiii între 6 și 12 ani trebuiau să frecventeze școala, iar autoritățile bisericești erau obligate să raporteze situația școlară.
Depășind condițiile unui învățământ elementar, această școală a îndeplinit atribuțiile sistemului de învățământ public, specificate în actul oficial al Transilvaniei, „Ratio Educationis, 1770-1779”, înglobând cele trei sisteme didactice: „școala trivială” (elementară) cu 1-2 învățători, „școala capitală” și „școli reale și normale” frecventate de viitorii gimnaziști.
În 1821 și 1828 Anton Pann a poposit pentru câtva timp la Biserica Sf. Nicolae din Șchei, unde cânta și în strană. În luna mai 1848 dascălul Gheorghe Ucenescu a aplicat linia melodică compusă de Anton Pann poeziei Adio. La Târgoviște scrisă de Grigore Alexandrescu, poeziei „Deșteaptă-te, române!” (Un răsunet), scrisă de Andrei Mureșianu. Astfel că, Biserica Sfântului Nicolae („Prima școală româneascăˮ din Șcheii Brașovului) este adevărata casă a Imnului Național.

## Descriere
Muzeul este compus astăzi din mai multe camere, printre care: 

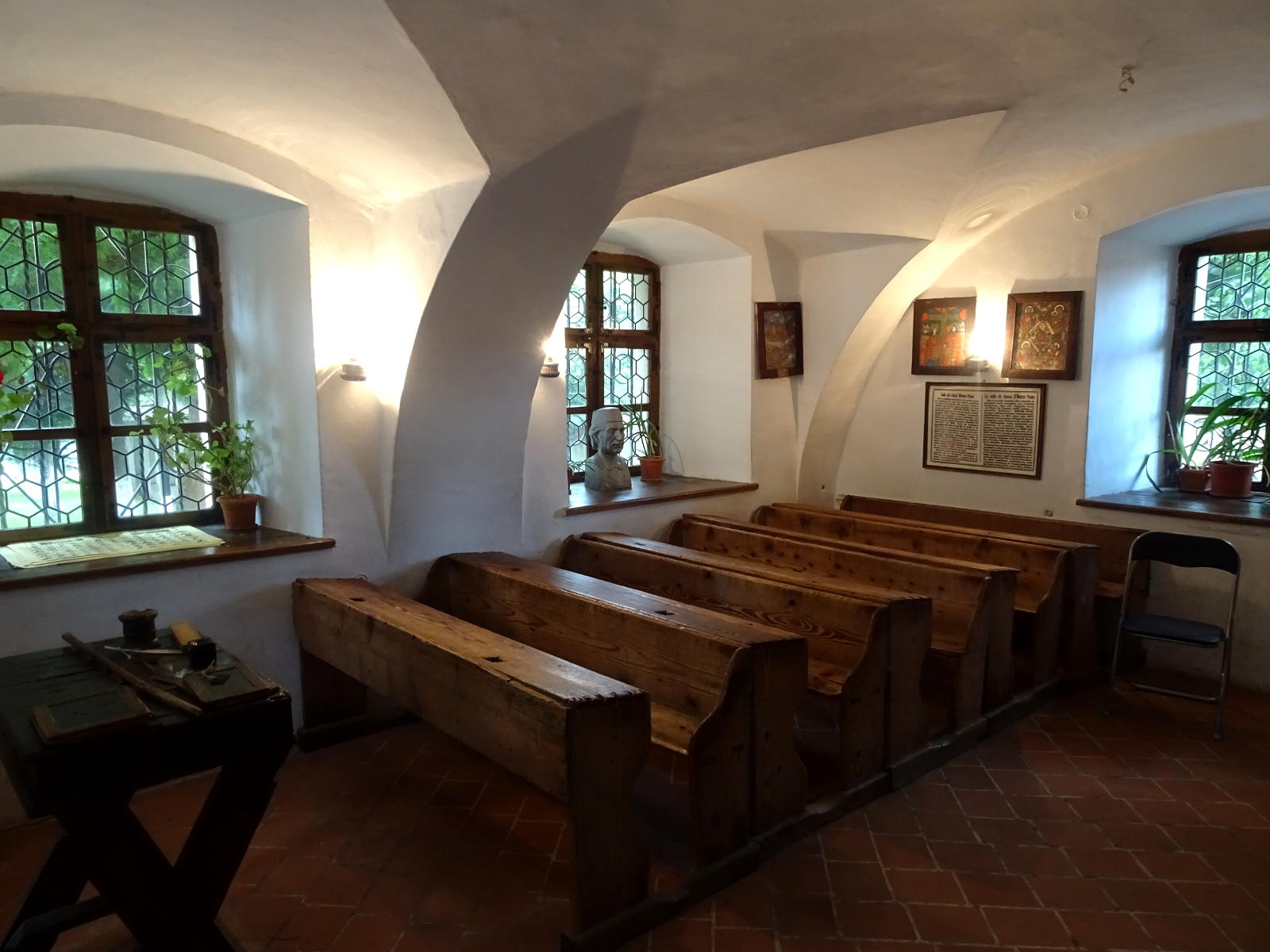
Sala de clasă „Anton Pann”
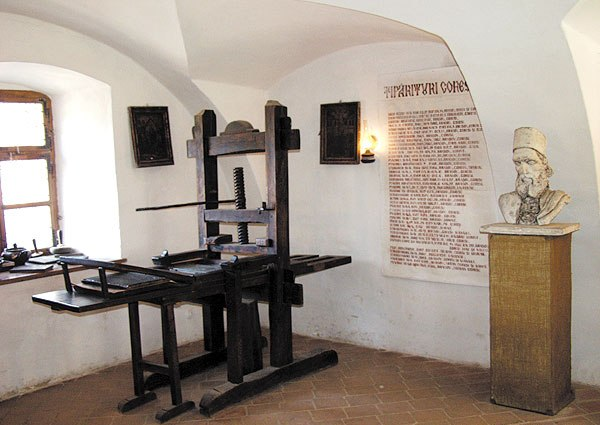
Sala „Diaconul Coresi”
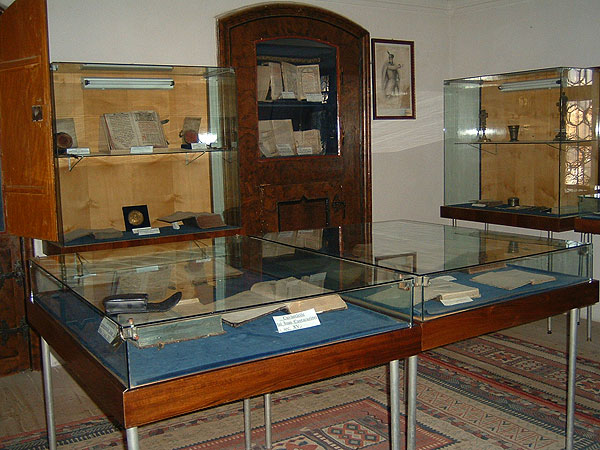
Sala „Cartea și Cărturarii brașoveni”
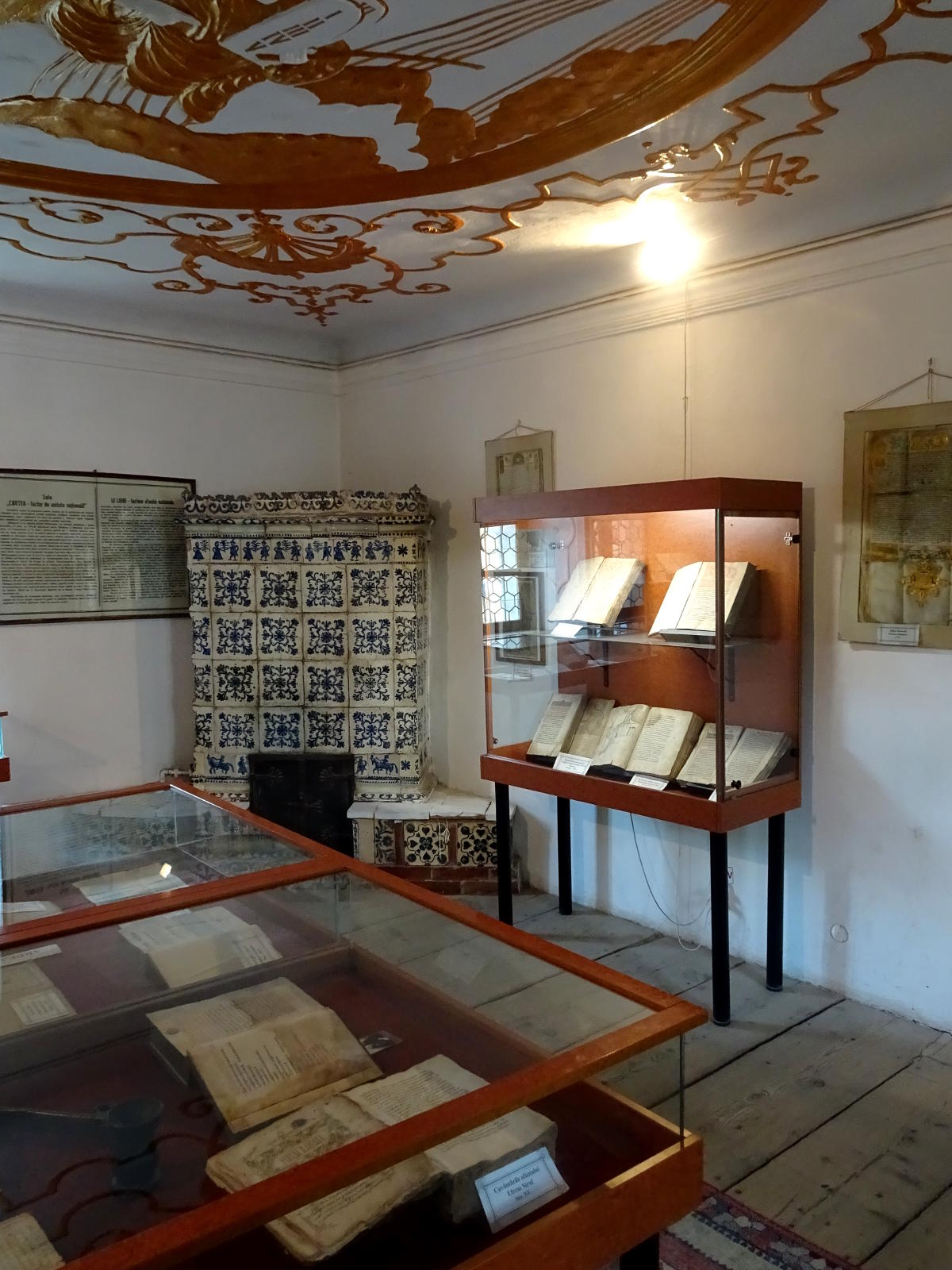
Sala „Cartea, factor de unitate națională”
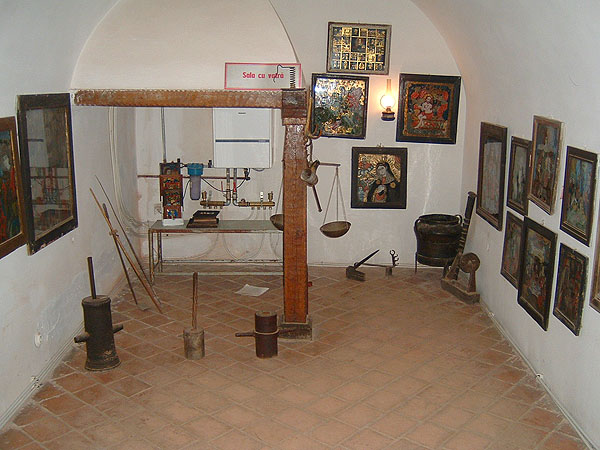
„Sala cu vatră”

- Sala de clasă „Anton Pann”, care amintește nu numai de prezența marelui culegător de folclor Anton Pann, dar și de școala veche, cu băncile scrijelite (decor), unde se înghesuiau învățăceii, călimările cu cerneală, tocurile  și tabletele pe care se scriau literele.
- Sala „Diaconul Coresi”, o replică a tiparniței  folosite de Coresi, la care se mai poate lucra și astăzi (din 1967).
- Sala „Cartea și Cărturarii brașoveni”, unde copiștii, traducătorii, creatorii de limbă literară, muzică și artă sunt reprezentați prin câteva dintre valorile adăpostite în arhiva istorică a muzeului, precum: „Omiliarul” din secolurile XI-XII, Molitfelnicul popei Bratu, Parimiarul protopopului Vasile, alături de tablourile în ulei pe pânză ale mitropolitului Andrei Șaguna.
- Sala „Cartea, factor de unitate națională”, unde cele peste 80 de hrisoave domnești înscrise pe pergament și aurite confirmă legăturile permanente dintre ținuturile românești și unde sunt expuse cele mai valoroase cărți de limbă româna medievală, printre care se numără: „Biblia de la București” (1688), „Cazania lui Varlaam” (1643), „Îndreptarea legii” de la Târgoviște (1652), Coresi: „Cazania a II-a” („Cartea românească cu învățătură”), „Psaltirea”, „Sbornicul”, „Octoihul”.
- „Sala cu vatră”, un mic colț etnografic reprezentat de vatră, icoane pe sticlă și obiecte casnice amintind de Scheiul din perioada medievală.[7]

Muzeul  Bisericii Sf. Nicolae „Prima școală româneascăˮ a fost organizat de profesorul Ion Colan în anul 1957.
O contribuție îndelungată a avut-o preotul, filologul,  profesor Vasile Oltean, fost director al muzeului din data de 15 iulie 1967, în prezent pensionar. El a fost înlocuit la conducerea muzeului în anul 2020, 11 mai, de preotul Sebastian Pârvu, istoric. În prezent curatoriatul expoziției permanente aparține dr. Ioan Cornea, licențiat în domeniul comunicării, administrației publice și teologiei ortodoxe.

## Galerie de imagini

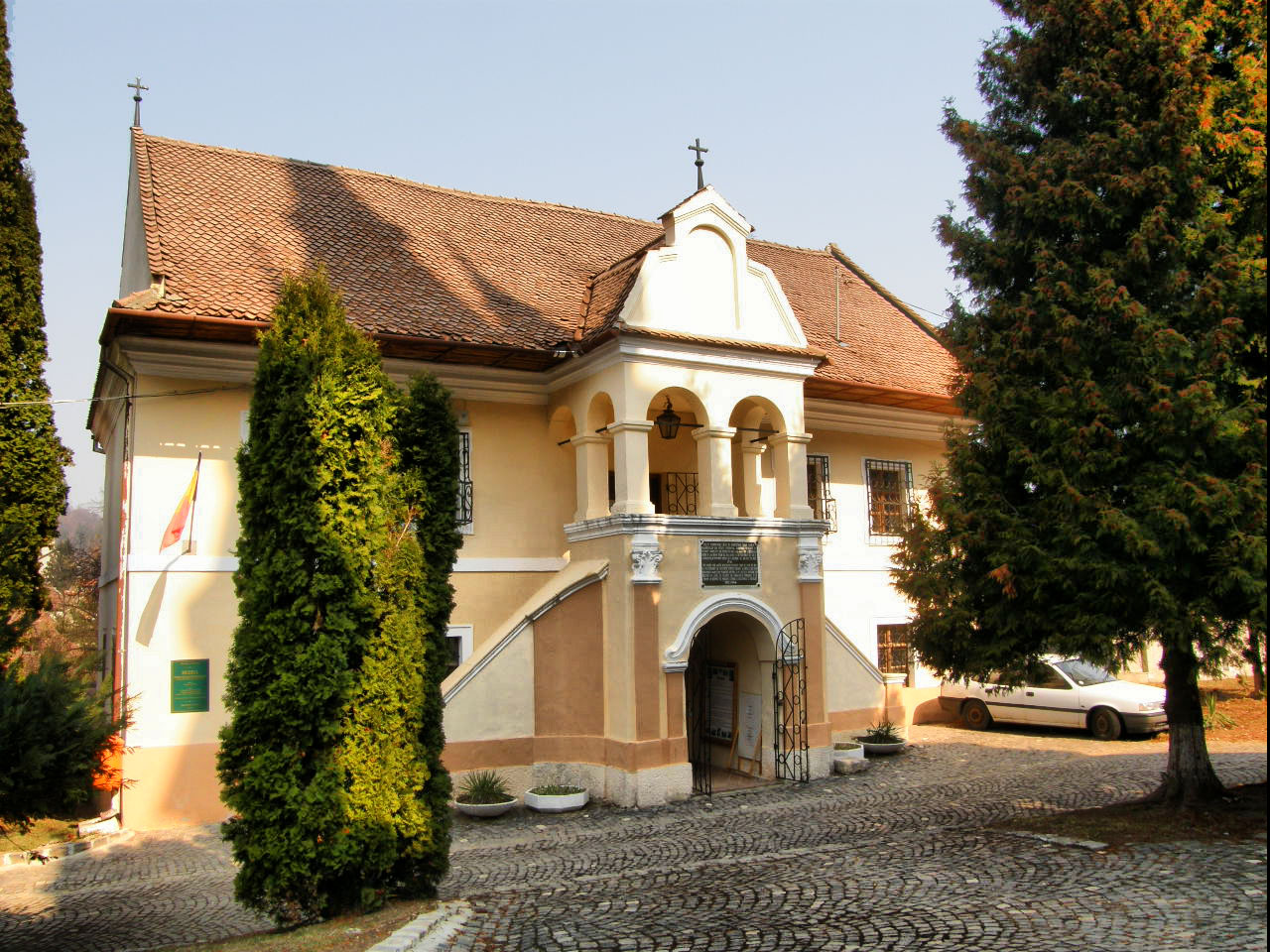
Clădirea muzeului
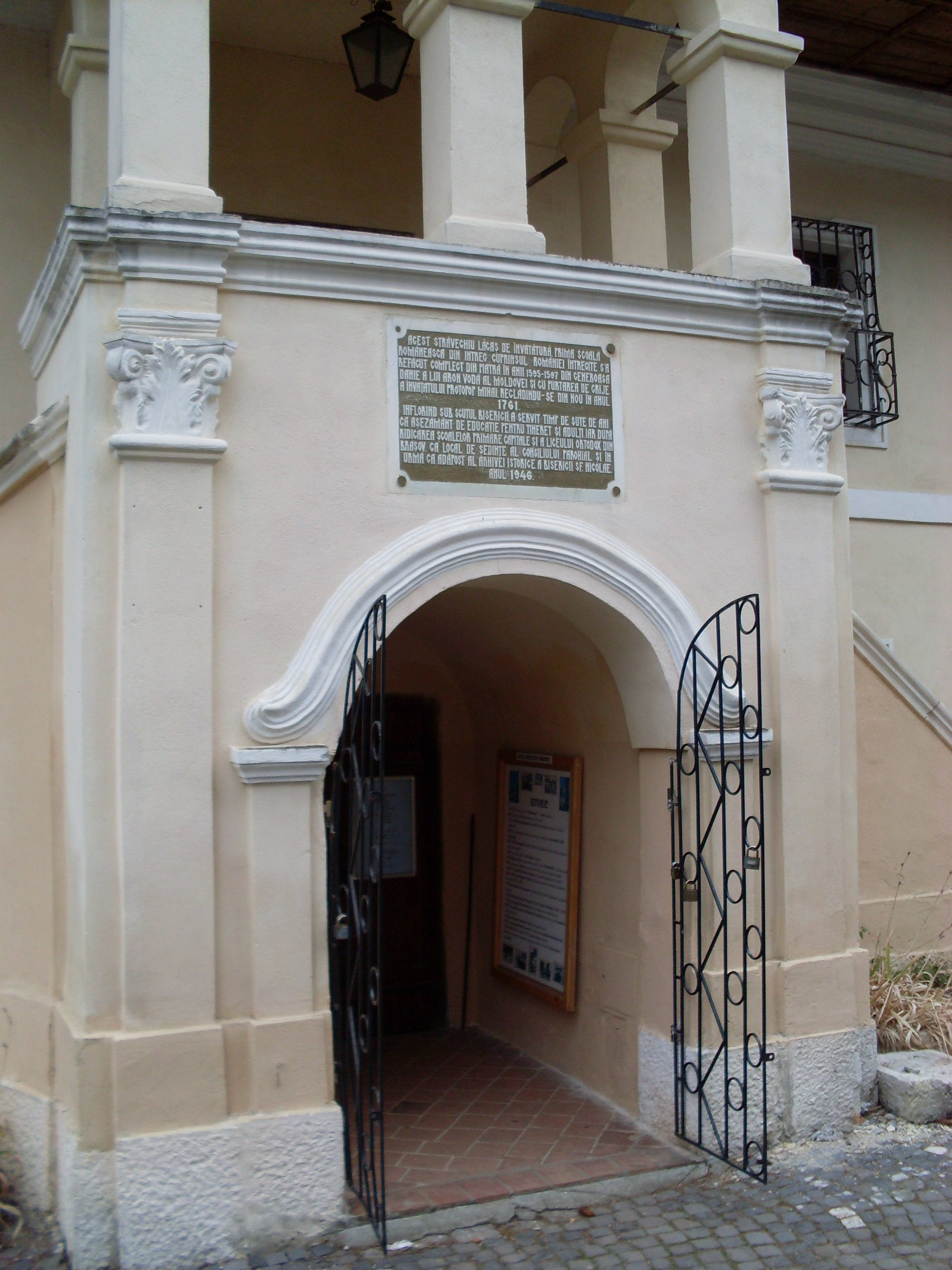
Intrarea în  muzeu
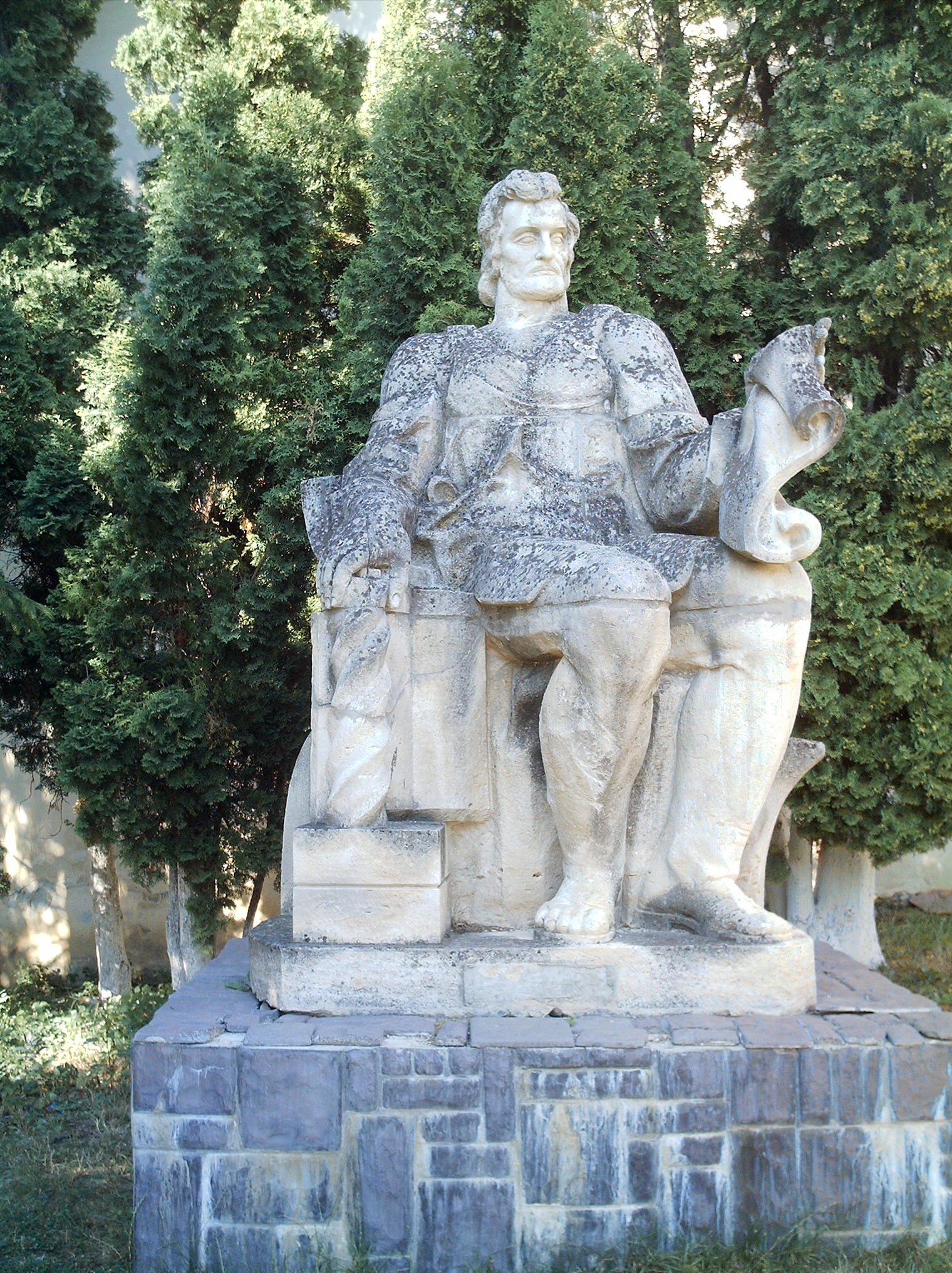
Statuia Diaconului Coresi
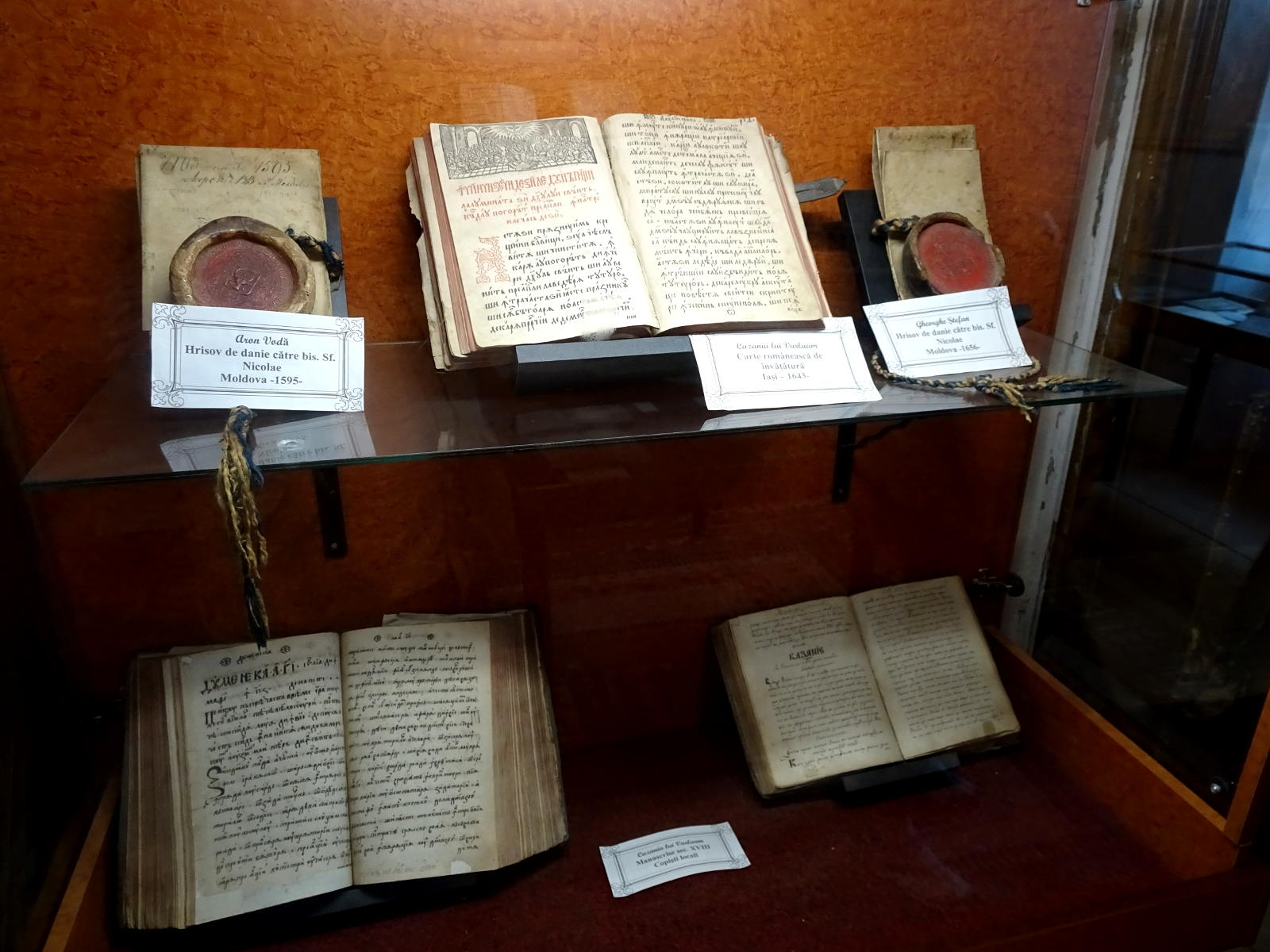
Cărți vechi expuse în muzeu
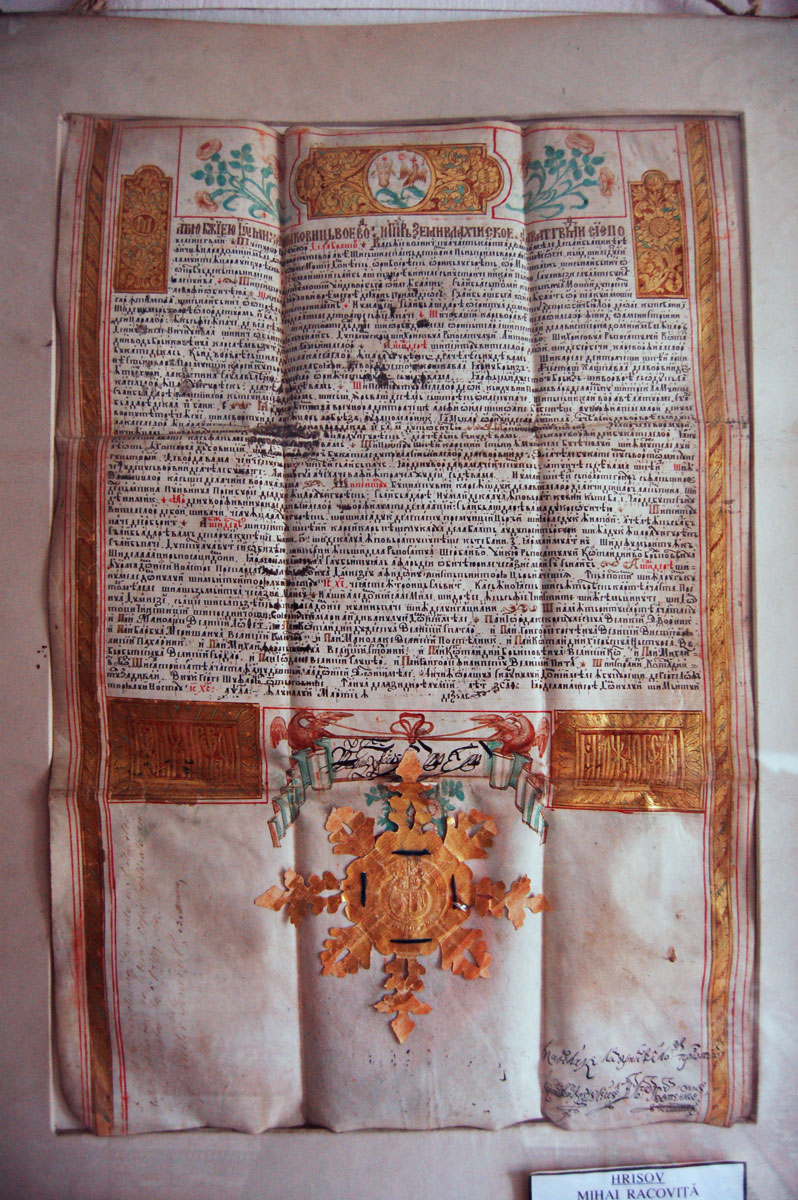
Manuscris domnesc din muzeu
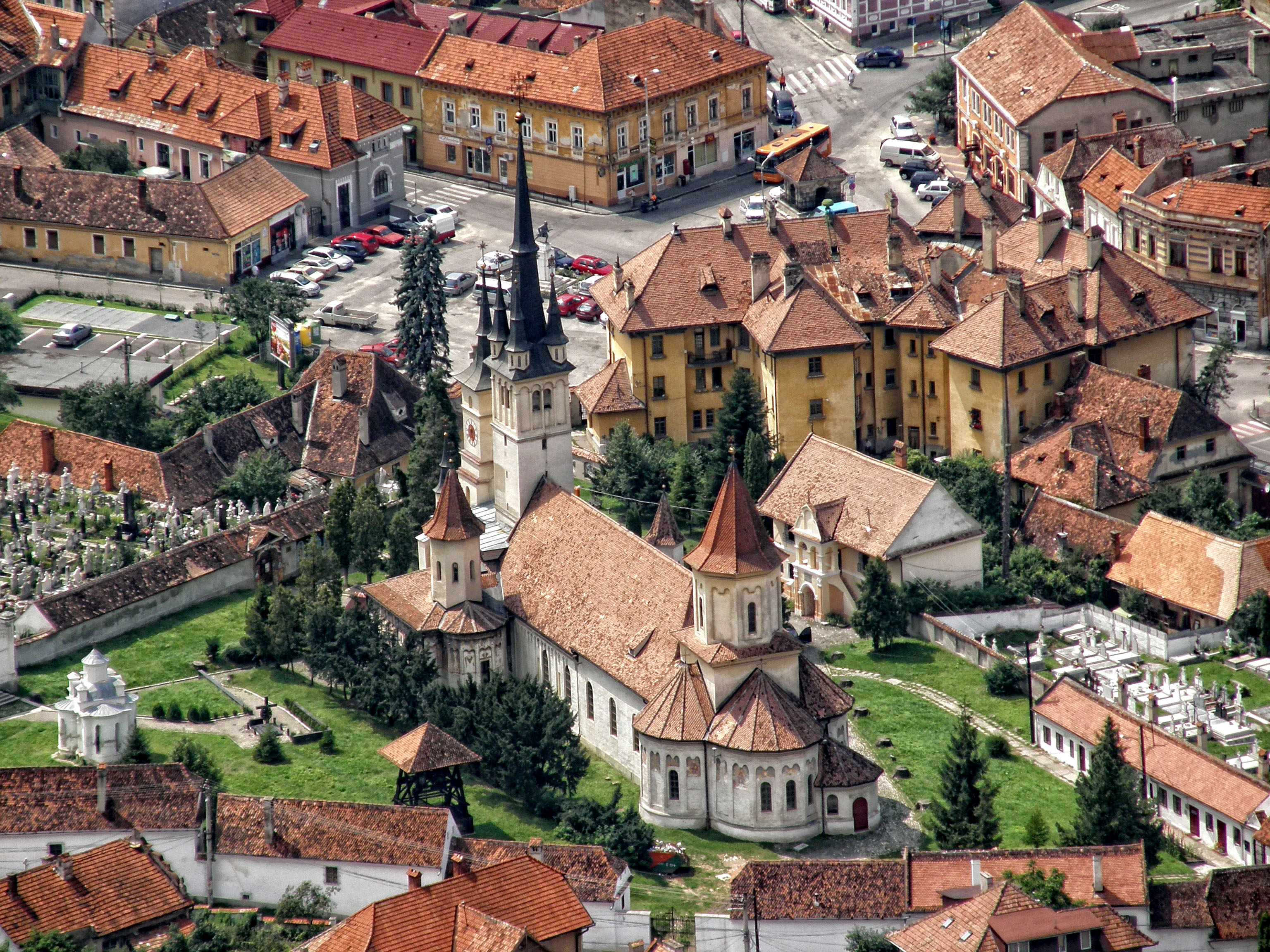
Ansamblul bisericii „Sf. Nicolae”
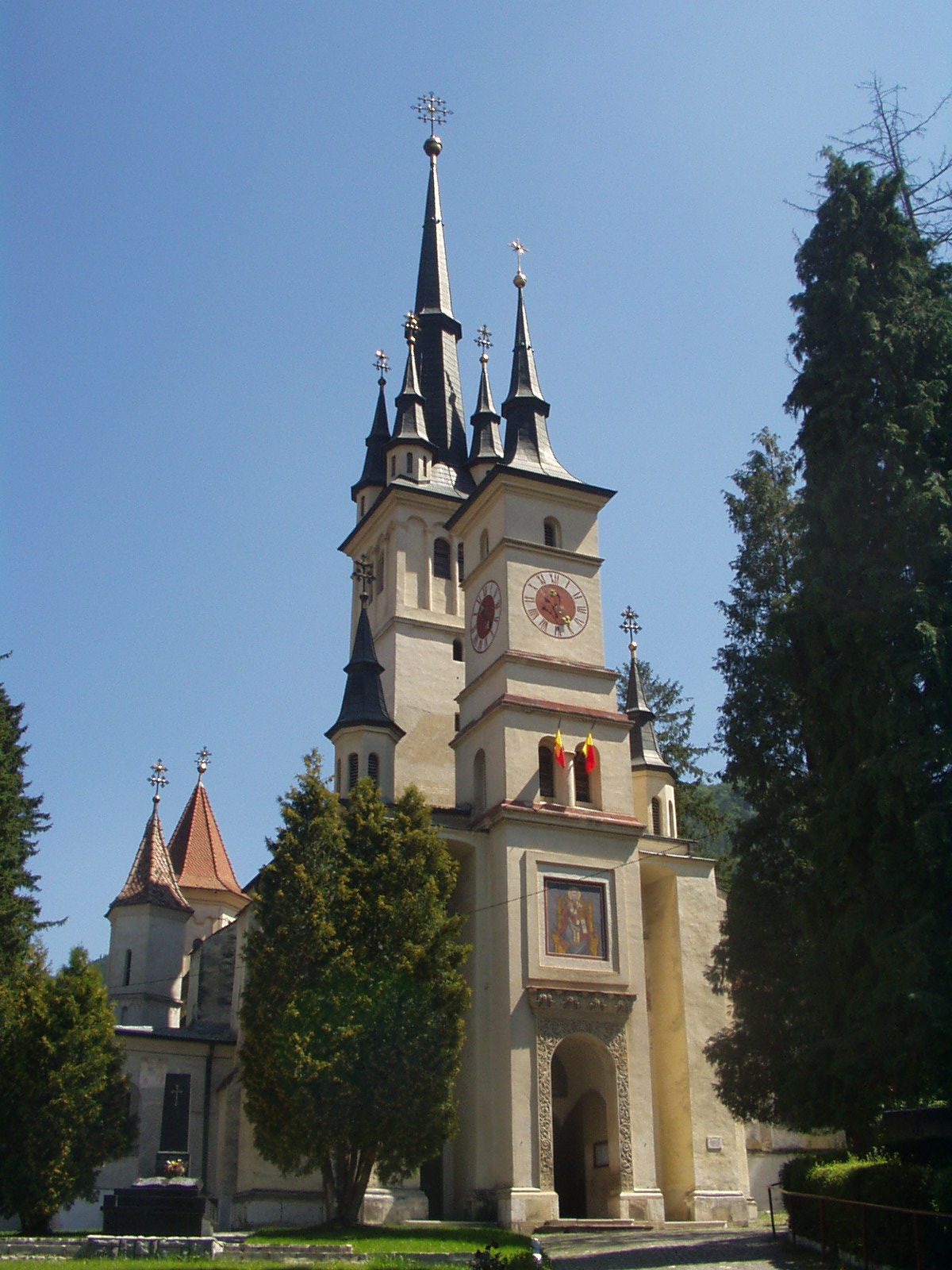
Biserica „Sfântul Nicolae”